# 婆羅波魚
婆羅波魚（学名：Rasbora borneensis）為輻鰭魚綱鯉形目鯉科波鱼属的一個種，主要分布於亞洲婆羅洲西部及南部，體長可達8公分，棲息在中底層水域。
其种加词“borneensis”意为“婆罗洲的”。